# Shilipu Xiang (socken i Kina)
Shilipu Xiang (kinesiska: 十里铺乡, 十里铺) är en socken i Kina. Den ligger i provinsen Hebei, i den norra delen av landet, omkring 400 kilometer söder om huvudstaden Peking.
Genomsnittlig årsnederbörd är 630 millimeter. Den regnigaste månaden är juli, med i genomsnitt 207 mm nederbörd, och den torraste är januari, med 3 mm nederbörd.